# 모사사우루스
모사사우루스(Mosasaurus)는 중생대 백악기 후기 (8,270만 년~6,600만 년 전) 네덜란드와 북아메리카 뿐만 아니라 유럽과 아메리카, 아시아, 아프리카에 살았던 육식 해양 파충류의 일종이다. 파충강-유린목-모사사우루스과에 속한다. 화석은 네덜란드와 북아메리카 (미국, 캐나다) 뿐만 아니라 유럽 (프랑스, 러시아)과 남아메리카 (브라질, 칠레), 아시아 (몽골, 일본, 인도, 스리랑카, 말레이시아), 아프리카 (이집트, 모로코)에서 발견되었다.

## 크기 및 형태
모사사우루스는 여러 종의 화석들이 발견되었음에도 불구하고, 각 화석들이 굉장히 단편적이게 발견되어서 크기 추정이 힘들고, 각 종들마다 크기의 추정치도 다 제각각이라 속 자체의 평균크기를 구하기는 어렵다. 각 종들의 대략적인 추정치는 먼저 모식종이자 가장 큰 호프만니(M. hoffmannii)는 15m, 미소우리엔시스 (M. missouriensis)와 레몬니에리(M. lemonnieri)는 7~10m, 베아우게이(M. beaugei)는 8~9m, 마지막으로 코노돈(M. conodon)은 가장 작았고, 중간 정도의 크기였을 것이라 한다. 모사사우루스 호프만니의 또 다른 화석 NHMM 003892는 지금까지 알려진 개체들보다 훨씬 거대했고, 모사사우루스 호프만니의 현재 평균치보다 50%가량 더 컸을 수도 있다 주장된다. 이는 길이가 약 20m나 나간다는 것이지만, 현 학계에서는 이전의 추정치들은 상당히 잘못되었고 과장된 추정치라고 주장한다. 모사사우루스과에서는 최대급으로 분류되며, 당시 백악기 바다의 최상위 포식자였다.

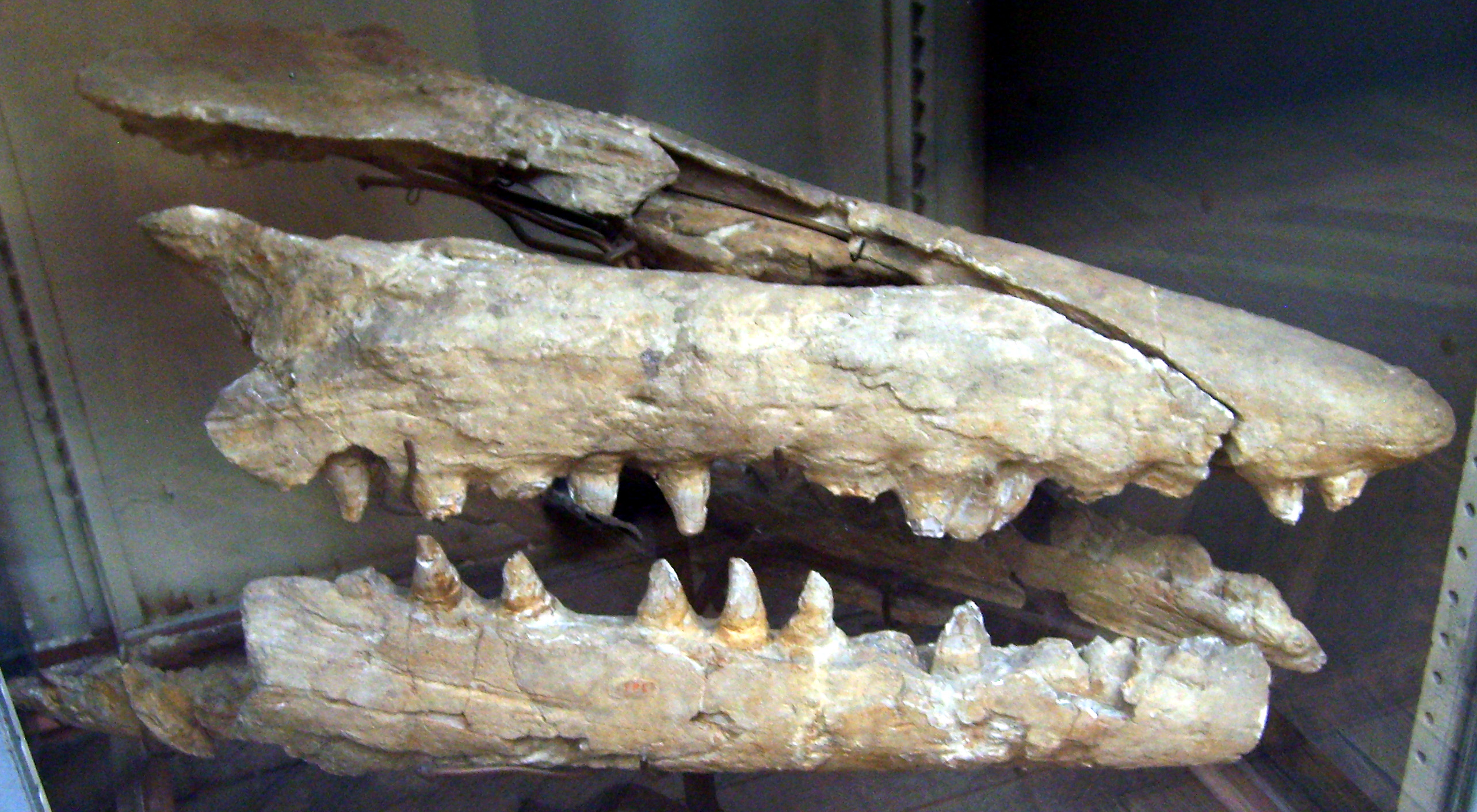
프랑스국립자연사박물관 소장하고 있는 모사사우루스의 두개골
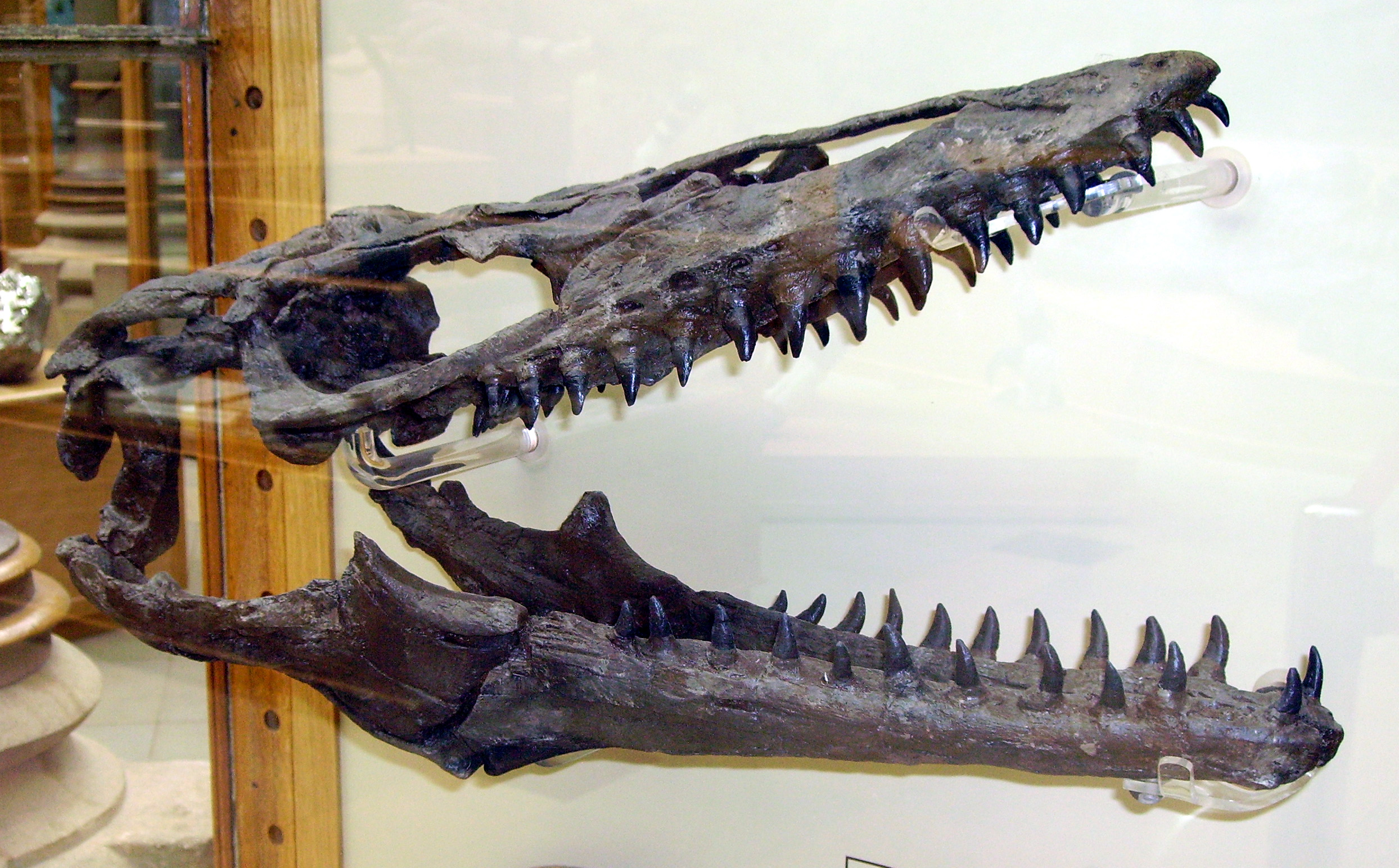
모사사우루스의 두개골
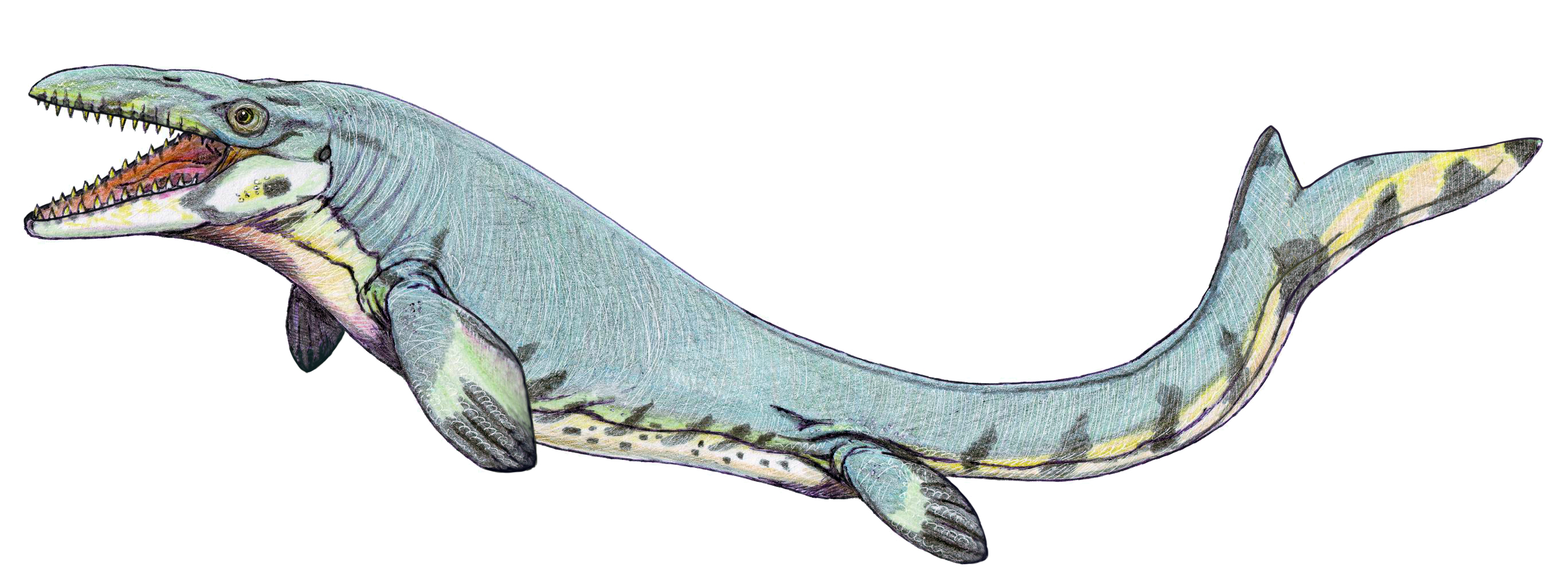
모사사우루스의 복원도
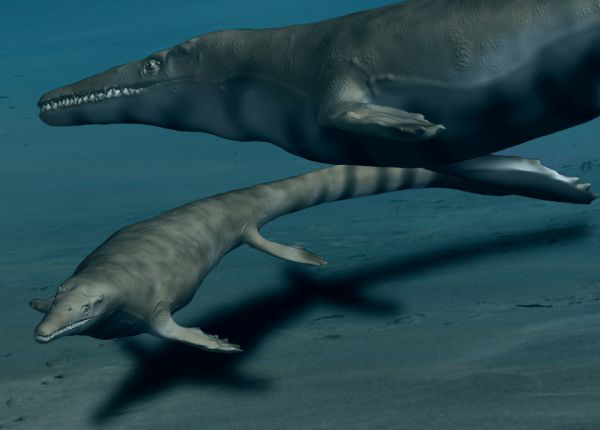
모사사우루스의 복원도

## 묘사
모사사우루스는 파생된 모사사우루스의 일종으로, 완전한 수중 생활 방식과 같은 진화적 특성을 가진 후발 주자였다. 따라서 유선형의 몸과 두 개의 지느러미를 지탱하는 하강으로 끝나는 길쭉한 꼬리, 두 쌍의 지느러미를 가지고 있었다. 과거에는 파생된 모사사우루스가 거대한 물갈퀴 바다뱀과 유사한 것으로 묘사되었지만, 이제는 수렴 진화를 통해 어룡, 탈라토수쿠스아목, 고대고래아목과 같은 다른 대형 해양 척추동물과 더 유사한 체격을 가진 것으로 이해되고 있다.

## 고생태학

### 분포, 생태계 및 생태적 영향
모사사우루스는 대서양 양쪽의 해양 퇴적물에서 화석이 발견되는 등 대서양 횡단 지역에 분포해 있었다. 이러한 지역에는 미국 중서부와 동해안, 캐나다, 유럽, 튀르키예, 러시아, 레반트, 모로코에서 남아프리카 공화국까지 이어지는 아프리카 해안선, 브라질, 아르헨티나, 남극이 포함된다. 백악기 후기에 이 지역들은 모사사우루스가 서식하는 대서양, 서부 내륙해로, 테티스해로 이루어진 세 개의 해로를 구성했다. 열대, 아열대, 온대, 아극성 기후를 포함한 여러 해양 기후대가 해로를 포함하고 있었다. 다양한 해양 기후대는 모사사우루스와 공존하는 다양한 동물군을 형성했다.